# Uromastyx alfredschmidti
Uromastyx alfredschmidti là một loài thằn lằn trong họ Agamidae. Loài này được Wilms & Böhme mô tả khoa học đầu tiên năm 2001.